# 1976 a filmművészetben

## Események
- február 23. – A stuttgarti államügyészség Pier Paolo Pasolini Salò, avagy Szodoma 120 napja című filmjét perverziók bemutatása miatt több városban betiltja.
- március 22. – George Lucas elkezdi forgatni a Csillagok háborúja science fiction filmet.
- április 3. – Párizsban először osztják ki a César-díjat
- április 21. – Az adóhatósággal támadt viszálya miatt Ingmar Bergman elhagyja Svédországot és az NSZK-ba utazik.
- május 5. – Az USA-ban bemutatják az első szovjet-amerikai koprodukcióban készült filmet, A kék madárt. George Cukor rendezésében.
- szeptember 25. – Bernardo Bertolucci Huszadik századát betiltják Olaszországban, mivel egy salernói könyvtáros pornográfnak találja bizonyos jeleneteit. Egy, a Mussolini-időkből fennmaradt jogszabály valamennyi polgár számára lehetővé teszi filmbetiltás kérelmezését.

## Sikerfilmek
Észak Amerika
1. Az elnök emberei (All the President’s Men) – főszereplő Dustin Hoffman és Robert Redford, rendező Alan J. Pakula
2. Ómen (The Omen) – főszereplő – Gregory Peck és Lee Remick, rendező Richard Donner
3. Gáz van, jövünk! (The Bad News Bears) – rendező Michael Ritchie
4. Bombasiker (Silent Movie) – rendező Mel Brooks
5. A Midway-i csata (Midway) – rendező Jack Smight
6. Meghívás egy gyilkos vacsorára (Murder by Death) – rendező Robert Moore
7. Taxisofőr (Taxi Driver) – főszereplő Robert DeNiro, rendező Martin Scorsese
8. A törvényen kívüli Josey Wales (The Outlaw Josey Wales) – rendező Clint Eastwood
9. Rocky – rendező John G. Avildsen, főszereplő Sylvester Stallone
10. King Kong – rendező John Guillermin
11. Száguldás gyilkosságokkal – rendező Arthur Hiller
12. Az igazságosztó – rendező James Fargo
13. In Search of Noah’s Ark – rendező James L. Conway

## Fesztiválok
- Oscar-díj március 29.
  - Legjobb film: Száll a kakukk fészkére – Michael Douglas
  - Legjobb rendező: Miloš Forman – Száll a kakukk fészkére
  - Legjobb férfi főszereplő: Jack Nicholson – Száll a kakukk fészkére
  - Legjobb női főszereplő: Louise Fletcher – Száll a kakukk fészkére
  - Külföldi film: Akira Kuroszava – Derszu Uzala
- 1. César-gála
  - Film: A bosszú, rendezte Robert Enrico
  - Rendező: Bertrand Tavernier, Kezdődjék hát az ünnep!
  - Férfi főszereplő: Philippe Noiret, A bosszú
  - Női főszereplő: Romy Schneider, L'important, c'est d'aimer
  - Külföldi film: A nő illata, rendezte Dino Risi
- 1976-os cannes-i filmfesztivál
- Velencei Nemzetközi Filmfesztivál
  - 1969–1978 között nem adtak ki díjakat
- Berlini Nemzetközi Filmfesztivál Június 6–25.
  - Arany Medve: Buffalo Bill és az Indiánok – Robert Altman
  - Ezüst Medve: A kövek kertje – Parviz Kimiani és Azonosítás – Lugossy László
  - Zsűri különdíja: Canoa – Felipe Cazals
  - Legjobb rendező: Mario Monicelli – Kedves Michele
  - Férfi főszereplő: Gerd Olschewski – Elveszett élet
  - Női főszereplő: Jadviga Baranskaja – Éjszakák és nappalok

## Magyar filmek
- Ranódy László: Árvácska
- Fejér Tamás: Ballagó idő
- Foky Ottó: Babfilm
- Szabó István: Budapesti mesék
- Katkics Ilona: Csaló az üveghegyen
- Zsurzs Éva: Csongor és Tünde
- Gothár Péter: Égi csikón léptet a nyár
- Várkonyi Zoltán: Fekete gyémántok
- Mamcserov Frigyes: Gabi
- Gaál Albert: Győzelem
- Kézdi-Kovács Zsolt: Ha megjön József
- Makk Károly: Hungária Kávéház
- Dömölky János: A kard
- Gyöngyössy Imre: Két elhatározás
- Mészáros Márta: Kilenc hónap
- Fejér Tamás: A királylány zsámolya
- Bán Róbert: Kísértet Lublón
- Félix László: Köznapi legenda
- Kovács András: Labirintus
- Maár Gyula: A lőcsei fehér asszony
- Dargay Attila: Lúdas Matyi
- Zsurzs Éva: A méla Tempefői
- Ritsos Yannis: Mélosz pusztulása
- Vészi János: Mundstock úr
- Gothár Péter: A násznép
- Szabó Attila: Nyár a szigeten
- Hajas Tibor: Öndivatbemutató
- Fábri Zoltán: Az ötödik pecsét
- Huszárik Zoltán: A piacere
- Rózsa János: Pókfoci
- Gothár Péter: Rendőrség
- Hajdufy Miklós: Sakk, Kempelen úr!
- Szász Péter: Szépek és bolondok
- Szomjas György: Talpuk alatt fütyül a szél
- Nemere László: Tizenegy több mint három
- Palásthy György: Tótágas
- Szörény Rezső: Tükörképek
- Gaál István: Unalmukban
- Grunwalsky Ferenc: Vörös rekviem
- Bacsó Péter: Zongora a levegőben

## Filmbemutatók
- Don's Party – főszereplő John Hardgreaves, Graham Kennedy, Veronica Lang, Ray Barrett és Clarie Biney, rendező Bruce Berisford, író David Williamson
- Caddie főszereplő Helen Morse, rendező Donald Crombie
- Oz A Rock 'N' Roll Road Movie – főszereplő Bruce Spence, Joy Dunstan és Graham Matters
- Száguldás gyilkosságokkal – főszereplő Gene Wilder és Richard Pryor
- Wilma – főszereplő Shirley Jo Finney, Cicely Tyson, Denzel Washington
- Hálózat – rendező Sidney Lumet
- Rocky – rendező John G. Avildsen
- To Fly! – rendező Jim Freeman és Greg MacGillivray
- King Kong – főszereplő Jessica Lange és Jeff Bridges, rendező John Guillermin
- Az igazságosztó – rendező James Fargo
- A rózsaszín párduc újra lecsap – rendező Blake Edwards
- Carrie – főszereplő Sissy Spacek, rendező Brian De Palma
- Klein úr – főszereplő Alain Delon, Jeanne Moreau, rendező Joseph Losey
- Csúfak és gonoszak – főszereplő Nino Manfredi, Franco Merli, rendező Ettore Scola
- Logan futása – rendező Michael Anderson
- Az érzékek birodalma – rendező Nagisza Oshima
- Magánbűnök, közerkölcsök – rendező Jancsó Miklós, főszereplő Balázsovits Lajos, Teresa Ann Savoy, Laura Betti, Franco Branciaroli
- Marathon életre-halálra – rendező John Schlesinger
- Jónás, aki 2000-ben lesz 25 éves – rendező Alain Tanner
- Buffalo Bill és az indiánok – rendező Robert Altman
- Bugsy Malone – rendező Alan Parker
- Csillag születik – rendező Frank Pierson
- Szemben önmagunkkal – rendező Ingmar Bergman
- O. márkiné – rendező Éric Rohmer
- Periféria – rendező Walerian Borowczyk, főszereplő Joe Dallesandro, Sylvia Kristel
- Szeretlek, én se téged – rendező Serge Gainsbourg, főszereplő Joe Dallesandro, Jane Birkin, Hugues Quester
- Dicsőségre ítélve (Bound for Glory) – rendező Hal Ashby
- Az elnök emberei – rendező Alan J. Pakula
- Fekete-fehér színesben – rendező Jean-Jacques Annaud
- Elkárhozottak utazása – rendező Stuart Rosenberg
- Szent Sebestyén (film, 1976) (Sebastiane) – rendező Derek Jarman
- Az üzenet – rendező Moustapha Akkad

## Születések
- január 3. – Jason Marsden színész
- január 6. – Danny Pintauro színész
- február 11. – Brice Beckham színész
- február 12. – Kecskés Karina színésznő
- február 28. – Ja Rule színész, rap énekes, dalszövegíró
- április 15. – Susan Ward színésznő
- szeptember 7. – Shannon Elizabeth színésznő
- szeptember 25. – Nagy Ervin színész
- október 4. – Alicia Silverstone színésznő

## Halálozások
- január 12. – Agatha Christie író
- január 23. – Paul Robeson színész, énekes
- február 11. – Lee J Cobb színész
- február 11. – Alice Allyn színésznő
- február 11. – Charlie Naughton színész
- február 12. – Sal Mineo színész
- február 26. – Frieda Inescort színésznő
- március 14. – Busby Berkeley rendező
- március 17. – Luchino Visconti olasz rendező
- június 9. – Sybil Thorndike színésznő
- augusztus 2. – Fritz Lang osztrák filmrendező
- augusztus 27. – Mukesh énekes
- október 14. – Edith Evans színésznő
- november 15. – Jean Gabin színész
- november 28. – Rosalind Russell színésznő